# ポタージュ
ポタージュ (potage) は、フランス料理が確立する過程で洗練された、スープ全般を指すフランス語で、古来郷土料理の色彩が濃い料理と区別される。日本ではスープ類のうち、とろみのついたものをポタージュ、澄んだものをコンソメと称する。エスコフィエは著書で美食家の意見を引用し、コース料理におけるポタージュの位置づけを重要なものとしている。

## 概要
鍋で素材を煮込んでブイヨンを作ることに由来する。フランスでスープからポタージュが別れた過程は、スープ項に詳述がある。

## 分類

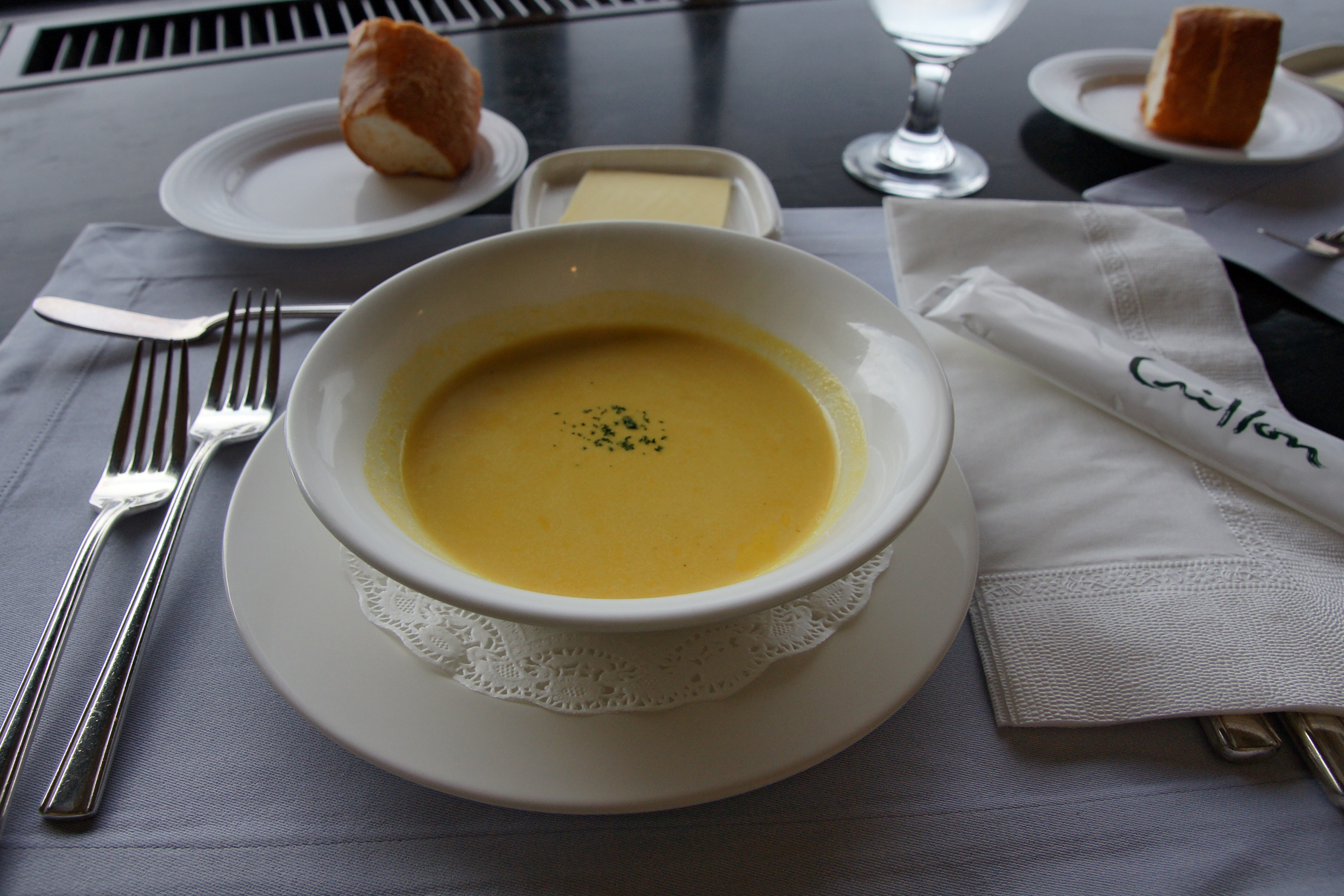
ピュレ（カボチャ）

つなぎを使った、とろみのついたものを「ポタージュ・リエ (potage lié)」、澄んだものは「ポタージュ・クレール (potage clair)」と称する。
ポタージュ・クレール (potage clair)澄んだスープ
ショー (chaud)
温かいもの
フロワ (froid)
冷たいもの
ジュレ (en gelée)
ゼリー状のもの
ポタージュ・リエ (potage lié)とろみのあるスープ

ピュレ (purée)
ジャガイモやトウモロコシやカボチャなど、デンプン質を含む野菜をブイヨンで煮込んだのち、裏漉しまたはミキサーでピューレ状にして生クリームや牛乳を加えたもの。
クレーム (crème)
小麦粉をバターで炒めたルウでとろみをつけたもの。仕上げに生クリームを使う。デンプン質の少ない野菜に用いる。
ヴルーテ (velouté)
卵黄や生クリームを使ってとろみをつけたもの。
スープ (soupe)
元来は肉や野菜のごった煮に入れて食するパン。現在は田舎風の素朴なスープを指す。
ビスク (bisque)
エビやカニなど甲殻類から出汁をとり (ソース・アメリケーヌ、Sauce Américaineの素にもなる)、これをベースにしたもの。
上記の分類は調理法、材料、地方などにより様々に異なる。ミネストローネ（伊）、クラムチャウダー（米）、ボルシチ（露）、ガスパチョ（西）、味噌汁（日）などを「外国のスープ」(potage étranger) として「ポタージュ」の範囲内で分類することもある。

## 様々な「ポタージュ」
- コンソメ
- ブイヤベース
- ヴィシソワーズ - ポタージュ・ボンヌ・ファムを冷たく冷やして生クリームを混ぜたもの。
- ポタージュ・ボンヌ・ファム - 「良い婦人」の意。最も基本的なジャガイモとポロ葱のポタージュ。
- ポタージュ・ア・ラ・クレーム
- コーンポタージュ
- ポトフ
- ブイヨン
- フォン

## 日本での製品
日本は家庭やレストランの料理のほかに、粉末、顆粒、缶詰、レトルトなど様々な製品が販売されている。2006年農林水産省統計でスープ製品生産額は、乾燥ポタージュ33%、乾燥コンソメ15%、缶詰、チルドなどその他52%、であった。